# La isla mínima
La isla mínima (br Pecados Antigos, Longas Sombras, pt Terras Pantanosas) é um filme espanhol de 2014 de gênero policial, dirigido por Alberto Rodríguez Librero.

## Enredo
Em 1980, os detetives policiais madrilenos Pedro Suarez e Juan Robles são mandados para uma localidade nos anduriais andaluzes, das marismas do Guadalquivir, no interior espanhol, para investigar o desaparecimento de duas irmãs adolescentes (Carmen e Estrella), durante as festas populares. Pedro, ostensivamente crítico do passado franquista de Espanha, depara-se com problemas com as autoridades locais, saudosas do antigo regime, ao passo que Juan consegue relacionar-se melhor naquele meio.
Os detectives encontram-se com o pai das meninas, Rodrigo, um pescador local. Embora Rodrigo e a sua esposa, Rocío, aleguem que as suas filhas eram meninas sossegadas e comuns, sem que houvesse motivos para o seu desaparecimento, os detetives descobrem pela polícia local que as duas adolescentes eram conhecidas por se envolverem em promiscuidades e pela juventude local que as duas tinham aspirações de fugir da localidade. A mãe, Rocío, dá aos detectives uma fita de negativos fotográficos chamuscada, onde se entrevêem as jovens desaparecidas, nuas e na cama com um homem desconhecido, cujo rosto é ofuscado pelo flash da câmara. Pouco tempo depois, são descobertos os cadáveres das irmãs, enjeitados no brejo da localidade, com vestígios de terem sido violadas, mutiladas e torturadas antes de as matarem.
Transtornados e sem pistas, os detetives decidem seguir Quini, o bem-parecido ex-namorado de Carmen. Quini, que ora se encontra a namorar com outra menina da localidade, Marina, arranja uma maneira de se esconder dos detetives, enquanto eles o seguiam, e de os surpreender para os ameaçar com uma navalha. Depois de o desarmarem e o expulsarem com violência, os detetives concluem que o Quini deve fazer parte do que quer que estivesse por detrás dos homicídios. O problema muda de figura, quando um bêbado local, Castro, relata aos detetives uma ocorrência similar à das irmãs, que já ocorrera antes, à sua ex-namorada, Beatriz, quando ela se aproximara de Quini e das irmãs, tendo os seus restos mortais sido descobertos mais tarde, desmembrados por entre os brejos, junto com uma maleta.
Pedro e Juan continuam a investigação, desvendando aos poucos, inúmeros segredos. Como, por exemplo, que as balsas do rio e das marismas estavam a ser usadas no contrabando de heroína e que Rodrigo furtara um quilo e a vendera, o que lhe valera a inimizade de pessoas influentes da localidade. Contudo, os íncolas envolvidos nos negócios da droga abordam os detetives, revelando as suas actividades narcotraficantes, por inteiro e às claras, mas advertindo que não tiveram qualquer envolvimento nos homicídios. Um desses íncolas auxilia na investigação, ao descrever uma viatura branca, marca Dyane 6, que viu ao pé da igreja abandonada, onde fora encontrada a carteira de uma das irmãs.
Depois de rebuscar por entre os pertences das vítimas, os detectives conseguem estabelecer nexos causais que lhes apontam para Quini e para um sujeito chamado Sebastián, ao encontrarem um conjunto de panfletos publicitários de ofertas de emprego, para fora da localidade, dirigidos a mulheres. Ao esquadrinhar o passado de Sebastián, descobrem um antigo mandado de captura emitido contra ele, por suspeitas de abusos sexuais a menores. Isto serve para consedimentar a suspeita de que ele poderia ser o culpado principal. Juan e Pedro deduzem que Quini e Sebastián estariam envolvidos numa rede criminosa, que visava embair jovens locais, desejosas de abandonar a localidade, em busca de melhores oportunidades de vida e de uma maior independência pessoal num meio citadino, por meio de panfletos publicitários de ofertas de emprego, por molde a raptá-las e fazer delas escravas sexuais, prendendo-as numa antiga coutada de caça.
A relação dos detectives torna-se tensa, porém, quando Pedro descobre o passado franquista de Juan, que enquanto membro da polícia política alvejou uma menina durante uma manifestação anti-regime. Pedro também perde a calma, quando um terceiro suspeito, Alfonso Corrales, que se valeu das suas influências políticas junto das autoridades locais, para puxar uns cordelinhos e ser ilibado do caso.
Os detetives continuam a investigação, acabando por descortinar que Sebastián é o caseiro da coutada de caça. Pedro tenta ir no encalço do Dyane 6 branco de Sebastián, mas perde-o no meio dos brejos. Com a ajuda de um caçador local, Jesús, o trio acaba por conseguir apanhar Sebastián, por entre as marismas.  Pedro, Juan e Jesús são todos alvejados por Sebastián, mas no comenos em que Sebastián se preparava para fuzilar Pedro, Juan consegue apanhá-lo de surpresa e apunhalá-lo reiteradamente. Mal Sebastián cai à marisma inânime, Juan abre a mala do carro, onde descobre Marina, pejada de hematomas e em trajes menores.
A localidade regressa ao seu estado pachorrento e pacífico. O sindicato dos trabalhadores cessa com a greve. Tudo parece estar a confluir para um final risonho, Pedro é promovido e obtém uma colocação numa esquadra mais próxima da família. Na última noite na localidade, Pedro recebe fotografias incriminatórias de Juan, vindas de um jornalista local que ajudou no caso. Juan justifica a sua conduta na manifestação anti-regime, dizendo que estava apenas a encobrir um sinistro, resultante de uma bala perdida, disparada por um colega. Persistindo em ocultar o seu papel na polícia política franquista, em que dava pela alcunha de "El Cuervo".
Na manhã seguinte, antes da derradeira separação, Juan pergunta-lhe se ainda está apreensivo em relação a ele. Pedro não lhe responde. A narração termina assestando um futuro incerto para os dois.

## Elenco
- Raúl Arévalo é Pedro Suárez.
- Javier Gutiérrez é Juan Robles.
- Antonio da Torre é Rodrigo.
- Nerea Barros é Rocío.
- Jesús Castro é Joaquín Varela "Quini".
- Mercedes León é Senhora Casa Coto.
- Adelfa Calvo é Fernanda
- Manolo Só é o jornalista.
- Cecilia Villanueva é María
- Salva Rainha é Jesús
- Jesús Carroza é Miguel
- Juan Carlos Villanueva é o juiz Andrade
- Alberto González é Alfonso Currais.
- Manuel Salgas é Sebastián Rovira Gálvez.
- Ana Tomeno é Marinha
- Beatriz Cotobal é a mãe de Marinha
- Marga Reis Castellot é Macarena

## Gravações cinematográficas
O filme foi galardoado com os seguintes prêmios:
- Concha de Prata do Festival de San Sebastián 2014 ao melhor ator para Javier Gutiérrez.

- Prêmio do júri do Festival de San Sebastián 2014 à melhor fotografia para Álex Catalão.[5]

- 2 Prêmio Forqué 2014: a melhor longa-metragem de ficção e ao melhor ator para Javier Gutiérrez.[6]

- 5 Prêmios Feroz: ao melhor filme (drama), à melhor realização para Alberto Rodríguez, ao melhor ator protagonista para Javier Gutiérrez, à melhor música original para Julio da Rosa e ao melhor trailer.[7]

- Prêmio do público na 28ª gala da Academia do Cinema Europeu, celebrada em 2015 em Berlim.[8][9]

O filme contou com 17 candidaturas aos prémios Goya na sua 29ª edição e obteve 10 prêmios:
XXIX edição dos Prêmios Goya
| Categoria                        | Pessoa                                                 | Resultado  |
| -------------------------------- | ------------------------------------------------------ | ---------- |
| Melhor filme                     | Melhor filme                                           | Vencedor   |
| Melhor diretor                   | Alberto Rodríguez                                      | Vencedor   |
| Melhor ator protagonista         | Javier Gutiérrez                                       | Vencedor   |
| Melhor ator protagonista         | Raúl Arévalo                                           | Nomeado    |
| Melhor atriz de partilha         | Mercedes León                                          | Nomeado    |
| Melhor ator de partilha          | Antonio da Torre                                       | Nomeado    |
| Melhor atriz revelação           | Nerea Barros                                           | Vencedor   |
| Melhor roteiro original          | Rafael Cobos Alberto Rodríguez                         | Vencedores |
| Melhor música original           | Julio da Rosa                                          | Vencedor   |
| Melhor fotografia                | Alex Catalão                                           | Vencedor   |
| Melhor montagem                  | José M. G. Moyano                                      | Vencedor   |
| Melhor direção artística         | Pepe Domínguez                                         | Vencedor   |
| Melhor direção de produção       | Manuela Ocón                                           | Nomeado    |
| Melhor desenho de vestuário      | Fernando García                                        | Vencedor   |
| Melhor maquilhagem e Cabelareiro | Yolanda Piña, Sylvie Imbert                            | Nomeado    |
| Melhor som                       | Daniel de Zayas Nacho Royo-Villanova, Pelayo Gutiérrez | Nomeados   |
| Melhores efeitos especiais       | Pedro Moreno, Juan Ventura Pecellín                    | Nomeados   |

Medalhas do Círculo de Escritores Cinematográficos
| Categoria               | Pessoa                         | Resultado  |
| ----------------------- | ------------------------------ | ---------- |
| Melhor filme            | Melhor filme                   | Vencedor   |
| Melhor diretor          | Alberto Rodríguez              | Vencedor   |
| Melhor ator             | Javier Gutiérrez               | Vencedor   |
| Melhor ator             | Raúl Arévalo                   | Nomeado    |
| Melhor ator secundário  | Antonio da Torre               | Nomeado    |
| Melhor atriz revelação  | Nerea Barros                   | Vencedor   |
| Melhor roteiro original | Rafael Cobos Alberto Rodríguez | Vencedores |
| Melhor música           | Julio da Rosa                  | Vencedor   |
| Melhor fotografia       | Alex Catalão                   | Vencedor   |
| Melhor montagem         | José M. G. Moyano              | Vencedor   |

LIX edição dos Prêmios Sant Jordi
| Categoria                     | Pessoa           | Resultado |
| ----------------------------- | ---------------- | --------- |
| Melhor ator em filme espanhol | Javier Gutiérrez | Vencedor  |
| Melhor ator em filme espanhol | Raúl Arévalo     | Vencedor  |

Prêmios Platino
| Ano  | Categoria                             | Candidato                                               | Resultado |
| ---- | ------------------------------------- | ------------------------------------------------------- | --------- |
| 2014 | Melhor Filme Iberoamericana de Ficção |                                                         | Nomeado   |
| 2014 | Melhor Direção                        | Alberto Rodríguez Livreiro                              | Nomeado   |
| 2014 | Melhor Interpretação Masculina        | Javier Gutiérrez Álvarez                                | Nomeado   |
| 2014 | Melhor Roteiro                        | Rafael Cobos, Alberto Rodríguez Livreiro                | Nomeado   |
| 2014 | Melhor Música Original                | Julio da Rosa                                           | Nomeado   |
| 2014 | Melhor Direção de Montagem            | José M. G. Moyano                                       | Nomeado   |
| 2014 | Melhor Direção de Arte                | Pepe Domínguez                                          | Nomeado   |
| 2014 | Melhor Direção de Fotografia          | Álex Catalão                                            | Vencedor  |
| 2014 | Melhor Direção de Som                 | Daniel de Zayas, Pelayo Gutiérrez, Nacho Royo-Villanova | Nomeado   |